# Geitoneura acantha
Espèce
Synonymes
- Lasiommata ocrea Guest, 1882[1]
- Papilio acantha Donovan, 1805[1]
- Tisiphone acanthe Hübner, 1823[1]

Geitoneura acantha est une espèce d'insectes lépidoptères (papillons) de la famille des Nymphalidae, de la sous-famille des Satyrinae et du genre Geitoneura, et qui est endémique de l'Australie.

## Dénomination
Le nom de Geitoneura acantha lui a été donné par Edward Donovan en 1905.

## Répartition
Geitoneura acantha est présent uniquement en Australie, dans le Sud de la chaîne du Mont-Lofty en Australie-Méridionale, dans le Sud du Victoria et dans l'Est de la Nouvelle-Galles du Sud.

## Nom vernaculaire
Geitoneura acantha se nomme en anglais Ringed Xenica ou Eastern Ringed Xenica,.

## Liste des sous-espèces
Selon BioLib (30 décembre 2020) :
- sous-espèce Geitoneura acantha acantha (Donovan, 1805)
- sous-espèce Geitoneura acantha ocrea (Guest, 1882)

## Description
C'est un papillon de taille moyenne, de couleur orange ornementé de marron avec un ocelle noir à l'apex des antérieures et en position anale aux postérieures.
Le revers ornementé de zébrures beige sur un fond blanc argenté avec de gros ocelles noirs pupillés de blanc cernés d'ocre clair bordé d'une ligne marron, un à l'apex des antérieures, deux aux postérieures.

### Chenille
La chenille est de couleur verte avec une tête marron puis devient plus marron.

## Biologie

### Plantes hôtes
Les plantes hôtes de sa chenille sont diverses, dont Poa tenera et Themeda triandra.

### Période de vol et hivernation
L'imago vole du printemps à l'automne.

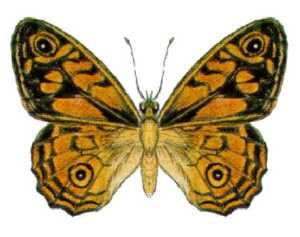